# Halogénezett aromás szénhidrogének
A halogénezett aromás szénhidrogének vagy aril-halogenidek olyan szerves vegyületek, amelyekben egy aromás gyűrű szénatomjához halogénatom kapcsolódik. Az aril-halogenideket az alkil-halogenidektől külön szokás tárgyalni, mivel tulajdonságaik és előállításuk között számos különbség van.

## Előállításuk
Az aril-halogenideknek két fő előállítási módja létezik. Az egyik a  Friedel–Crafts-halogénezés. Ebben a reakcióban Lewis-savat, például vas(III)-kloridot vagy alumínium-kloridot alkalmaznak.
A másik lehetőség a Sandmeyer-reakció. Az anilineket (aromás aminokat) nátrium-nitrittel diazóniumsókká redukálják. A diazovegyületek réz(I)-kloriddal vagy más halogeniddel könnyen nukleofil szubsztitúciós reakcióba lépnek, melynek során aril-halogenidek keletkeznek. A távozó csoport a dinitrogén (nitrogéngáz, N2), ami a reakciót nagyon kedvezményezetté teszi. A hasonló Schiemann-reakcióban fluorid donorként a tetrafluoroborát aniont használják, réz(I)-fluoriddal nem keletkezik a kívánt termék.
Az aromás szénhidrogének közvetlenül is halogénezhetők. Fény hatására vagy magas hőmérsékleten – gyökös halogénezési reakcióval – az alkilláncok hajlamosak elsőként halogéneződni. A benzil helyzetű szénatom (Ph-C) halogéneződik elsőként a gyökös reakció során, mivel a bezilgyököt az aromás gyűrű stabilizálja. A gyűrű halogénezéséhez Lewis-savak szükségesek, a konkurens reakciók kivédéséhez kerülni kell a fényt.
Az aromás vegyületek közvetlen halogénezése egyszerű, nem szükséges hozzá sem fény, sem magas hőmérséklet. A használt reagens az X2/FeX3, ahol X Cl vagy Br lehet. Fluort a diazóniumsó HBF4-es kezelésével és melegítésével lehet a vegyületbe vinni.
Az elektronküldő csoportokkal rendelkező aromás vegyületek, például a fenolok és anilinek Lewis-sav nélkül is reagálhatnak halogénekkel. A fenolok és anilinek például gyorsan reagálnak brómos vízzel. A folyamatban többszörösen brómozott származékok keletkeznek, melyek a reakcióelegyből csapadék formájában kiválnak. A brómos víz elszíntelenedik.

Benzol és halogén közötti, halogénbenzol képződéssel járó reakció

## Reakcióik
Az aril-halogenidek egyik jellemző reakciója az aromás nukleofil szubsztitúció. Ez a reakció kétféleképpen következhet be: addíciós-eliminációs vagy eliminációs-addíciós (arin-) mechanizmus szerint. Mindemellett az aril-halogenidek ritkán vesznek részt nukleofil szubsztitúciós reakciókban, ez alól csak a nagy energiájú ipari folyamatok a kivételek.
Az aril-halogenidek a fémmagnéziummal szabad gyökös reakcióban Grignard-reagens keletkezése közben reagálnak, ami hasznos „Ar−” reagenst szolgáltat.

## Fordítás
Ez a szócikk részben vagy egészben a Halogenoarene című angol Wikipédia-szócikk ezen változatának fordításán alapul.  Az eredeti cikk szerkesztőit annak laptörténete sorolja fel. Ez a jelzés csupán a megfogalmazás eredetét és a szerzői jogokat jelzi, nem szolgál a cikkben szereplő információk forrásmegjelöléseként.